# Estabilidad nuclear
Un núcleo es estable cuando existe un equilibrio entre las fuerzas que actúan, o las fuerzas atractivas son mayores que las repulsivas. Es decir, la interacción nuclear fuerte que experimentan los neutrones y protones son mayores que las fuerzas de repulsión eléctrica de los protones. De lo contrario el núcleo sufrirá alguna transformación con el fin de estabilizarse.

## Reglas de estabilidad
- Los núcleos con 2, 8, 20, 28, 50, 82, 126, neutrones o protones, suelen ser más estable. Son los llamados números mágicos, que corresponden a capas nucleares completas.
- Los núcleos con Z menor o igual a 20, que presentan relación neutrón, protón (N/Z) igual a 1 suelen ser más estables.
- Los núcleos con Z mayor que 20, menor a 84, que presentan relación neutrón, protón (N/Z) entre 1 y 1.5 suelen ser más estables.
- Los núcleos con Z menor a 83 suelen ser más estables que los que tienen Z mayor a 83.
- Los núcleos con números de nucleones pares suelen ser más estables que los impares.

Todas estas reglas son simplificaciones, no son absolutas, la única manera de saber con seguridad si un núcleo es estable o no es de manera experimental. En la siguiente lista se presentan ejemplos de núcleos que cumplen cada una de las reglas pero sin embargo no son estables, se presenta la vida media de cada uno entre paréntesis:
- 14C (n = 8, ~5700 años), 38Ca (z = 20, 0.4438s)
- 18F (n = z = 9, ~1h 50min)
- 66As (n = z = 33, 0.095s)
- Es cierto que no hay núcleos estables con n > 83, pero, por ejemplo, el 236Np (z = 93) tiene una vida media de ~155,000 años, y, cogiendo un ejemplo anterior, el 38Ca (z = 20) tiene una vida media de 0.4438s.
- El 14N (n = z = 7) es estable mientras que el 48Cr (n = z = 24) no lo es.